# Théodorada z Troyes
Théodorada z Troyes (868–903), byla manželkou pařížského hraběte, markýze z Neustrie a západofranckého krále Oda. Byla vnučkou barcelonského hraběte Alerana.
Svatba Théodorady a Oda se konala pravděpodobně kolem roku 884.
Dnes jsou známi tři jejich potomci-synové Raoul (asi 882 – po 898), Arnulf (asi 885 – po 898), Guy (asi 888 – ?), ani jeden z jejich synů se nedožil více než 16 let.
| Francouzská (západofranská) královna | Francouzská (západofranská) královna | Francouzská (západofranská) královna |
| ------------------------------------ | ------------------------------------ | ------------------------------------ |
| Předchůdce: Richardis Alsaská        | 888–898 Théodorada z Troyes          | Nástupce: Frederuna                  |